# Magnesi diboride
Magnesi điborua là một hợp chất hóa học vô cơ có thành phần chính gồm hai nguyên tố là magie và bo, với công thức hóa học được quy định là MgB2. Hợp chất này được sử dụng rộng rãi vì là một vật liệu siêu dẫn không có giá thành cao và nhiều hữu ích.

## Tổng hợp
Magnesi điborua có thể được tổng hợp bằng nhiều phương pháp. Phương pháp đơn giản nhất là sử dụng phản ứng nhiệt độ cao đối với hai chất thành phần là bột bo và magnesi. Sự hình thành hợp chất bắt đầu ở nhiệt độ 650 °C; tuy nhiên, kể từ khi kim loại magnesi tan ở 652 °C, cơ chế phản ứng được xem là được kiểm soát bởi sự khuếch tán hơi magnesi trên các ranh giới hạt bo. Ở nhiệt độ phản ứng thông thường, quá trình thiêu kết là mức yêu cầu tối thiểu, mặc dù có đủ hạt lại sự kết tinh để cho phép tạo đường hầm lượng tử Josephson giữa các hạt.
Dây siêu dẫn magnesi điborua cũng có thể được sản xuất thông qua quá trình sản xuất bột ex situ và in situ được trình bày bởi giáo sư Bartek Glowacki vào tháng 4 năm 2001.